# Saturnino Lizano Gutiérrez
Pour les articles homonymes, voir Lizano et Gutiérrez.
Saturnino Lizano Gutiérrez, est un homme d'État, fut le président du Costa Rica en juillet-août 1882.

## Biographie
Il est né à Esparza, Costa Rica, le 29 novembre 1826, et mort à San José, Costa Rica, le 19 avril 1905. Fils de Dámaso Lizano y Dámasa Gutiérrez, il s'est marié avec Angélica Guardia Solórzano, fille de son cousin le président Tomás Guardia Gutiérrez.
Saturnino Lizano Gutiérrez fut parlementaire (1869-1870, 1886-1890, 1894), secrétaire d'État (1876, 1880-1882), diplomate en Grande-Bretagne (1877-1878) et premier vice-président du Costa Rica (1881-1882). Il devint président à la mort du président Tomás Guardia Gutiérrez.
Son successeur fut Próspero Fernández Oreamuno.